# Cyrtandra viridescens
Cyrtandra viridescens är en tvåhjärtbladig växtart som beskrevs av Charles Baron Clarke. Cyrtandra viridescens ingår i släktet Cyrtandra och familjen Gesneriaceae. Inga underarter finns listade i Catalogue of Life.